# 佳能 EOS-1V

Canon EOS-1 V是由佳能公司在2000年所發表的專業級35mm底片單眼相機，EOS-1V取代了原有的EOS-1N。EOS-1V是Canon的末代底片旗艦機種，並在2015年停產。EOS-1V的機身設計沿用到了EOS-1D、EOS-1Ds和後續「1系列」的數位單眼上。Canon用了「V」作為後綴，象徵著這是第五代的專業旗艦機種（前有1971的F-1，1981的New F-1，1989的EOS-1和1994的EOS-1N），同時V亦代表了Vision。比起前兩代的機頂軍艦部，EOS-1V採用了觸變塑型科技，以噴射鑄模技術打造機頂圓滑的曲線。全機以鋁鎂合金打造，機身上所有接環、按鈕皆有矽氧樹脂的防水設計，搭配特定EF鏡頭使用時可基本防雨。EOS-1V是當年可動反光鏡的單眼相機中連拍最快的（EOS-1N RS一樣可連拍10張，但它使用固定式的半透明反光鏡）。如今的EOS-1D X Mark III 已可達每秒16張的連拍速度。

## 特色
做為EOS底片相機的頂級產品，EOS-1V比起舊的EOS-1N有著更強的防水性能。
新的45點對焦系統可覆蓋畫面約四分之一的範圍（EOS-1N只有水平排列的五個對焦點），自動對焦所支援的鏡頭光圈可達f/8（EOS-1N在f/5.6以下無法自動對焦）。
測光系統由原先的16區測光改為更精準的21區測光，並可選擇連動對焦點位置的點測光。快門系統比前一代壽命更長，可達十五萬次釋放快門仍不損壞。
除了舊有的電池把手BP-E1(增加電池數但沒有垂直快門鈕)和增壓把手PB-E1（可增強連拍速度至每秒六張）外，EOS-1V可接上新的PB-E2增壓把手，搭配專用充電電池NP-E2可增強連拍性能至每秒十張。新的PB-E2把手不能和舊的EOS-1N或EOS-1共用。接上PB-E2把手和NP-E2鋰電池後合稱EOS-1V HS。
EOS-1V的自訂功能增加到19項（EOS-1N只有14項），主要是為了45點對焦系統的對焦點選擇而增加了多個選項，除了19項自訂功能（Custom Function, C. Fn）外，亦提供了30項個人設定（Personal Function, P. Fn），C.Fn可在相機上直接設定，但P.Fn需另購連結電腦的ES-E1套件。
除了個人設定外，ES-E1亦可將最近100捲底片的拍攝資料（每張照片的光圈、快門、鏡頭焦距等，如同現在的EXIF）匯出至電腦上查看。